# Hijastro
Un hijastro (del latín filiaster) o una hijastra (del latín filiastra) es la descendencia del cónyuge, pero no la propia descendencia, ni biológica ni por adopción.

## Percepción
La definición tradicional y más estricta de una familia reconstituida es una pareja casada en la que uno o ambos miembros de la pareja tienen hijos preexistentes que viven con ellos. Más recientemente, la definición a menudo se amplía para incluir a todas las parejas que cohabitan, estén casadas o no. Algunas personas también aplican el término a las relaciones sin custodia, donde padrastro o madrastra puede referirse a la pareja de un padre con quien la persona no vive. El término no se usa generalmente (pero puede serlo en casos individuales) para referirse a la relación con un hijo adulto que nunca vivió en el hogar con la nueva pareja de los padres.
Las familias reconstituidas a veces pueden tener dificultades para sentirse como una familia, ya que el cónyuge puede no sentirse igual a los hijos debido al hecho de que un padre biológico y su hijo biológico tienen un vínculo más fuerte que está separado del matrimonio.